# Hemgylet (Asarums socken, Blekinge, 623947-143796)
Hemgylet är en sjö i Karlshamns kommun i Blekinge och ingår i Mörrumsåns huvudavrinningsområde.